# إليوت ليتير
إليوت ليتير (بالفرنسية: Eliot Lietaer) (و. 1990  م) هو راكب دراجة هوائية بلجيكي، ولد في كورتريك.

## سجل الفوز

### سباقات أو مراحل فاز بها
| التاريخ        | السباق                  | المركز                                          |
| -------------- | ----------------------- | ----------------------------------------------- |
| 26 سبتمبر 2010 | جوويكس بيجل 2010        | الفائز في التصنيف العام                         |
| 01 يناير 2012  | هيستسي بيجل 2012        | المركز الثالث                                   |
| 14 أكتوبر 2012 | طواف فونديه 2012        | التاسع في التصنيف العام                         |
| 01 يناير 2013  | جوويكس بيجل 2013        | المركز الثالث                                   |
| 17 أغسطس 2014  | سباق النرويج 2014       | الثامن في تصنيف أفضل شاب                        |
| 22 مايو 2016   | طواف النرويج 2016       | الثامن في التصنيف العام                         |
| 28 مايو 2017   | طواف ديف يغد 2017       | السادس في التصنيف العام                         |
| 31 يوليو 2017  | سيركويتو دي جيتكسو 2017 | السابع في التصنيف العام                         |
| 13 أغسطس 2017  | سباق النرويج 2017       | الخامس في التصنيف العام، التاسع في تصنيف النقاط |
| 24 فبراير 2018 | كلاسيك سود أرديتشي 2018 | التاسع في التصنيف العام                         |
| 10 فبراير 2019 | نجم بسجس 2019           | العاشر في التصنيف العام                         |

## روابط خارجية
- إليوت ليتير على موقع الاتحاد الدولي للدراجات (الإنجليزية)
- إليوت ليتير على موقع أرشيف الدراجات (الإنجليزية)
- إليوت ليتير على موقع إحصائيات الدراجات الإحترافية (الإنجليزية)
- إليوت ليتير على موقع نسبة الدراجات (الإنجليزية)